# حبابچه‌داران رنگی
حبابچه‌داران رنگی (نام علمی: Chromalveolata) نام یک فرمانرو عظیم از سلسله آغازیان از حوزه یوکاریوت است.
در طبقه‌بندی Cavalier-Smith, 1981 حبابچه‌داران رنگی دارای چهار شاخه (Phylum) حبابچه‌داران و کرومیستها (ناجورتاژکان، Haptophyta و Cryptophyta) هستند.